# Чужая (киносценарий)
«Чужая. Road action» — киносценарий Владимира Нестеренко («Адольфыча»), посвящённый криминальным разборкам на Украине начала 1990-х гг. Опубликован в виде книги издательством Ad Marginem в 2006 году, впоследствии неоднократно переиздавался. В 2010 году экранизирован Антоном Борматовым.

## История
С предложением написать сценарий к Владимиру Нестеренко обратился его знакомый, выпускник ВГИКа Дмитрий Кузин, который хотел снять в США фильм «типа „Бумера“, только по-настоящему». Впоследствии, однако, Кузин охладел к данному проекту и готовый сценарий Нестеренко выложил в открытый доступ в Интернет. Спустя три года его заметил кинокритик Георгий Мхеидзе и предложил издательствву Ad Marginem, которое опубликовало книгу в 2006 году.
События сценария происходят в 1993 году. По мнению Нестеренко, об эпохе 1990-х годов на постсоветском пространстве не было написано «ни одной толковой книги» («Журналистские расследования, компромат, пасквили, подобное. А вот художественной, но максимально приближенной к реалиям — нет»), и в своём сценарии он хотел предоставить слово «антиобщественным элементам, героям этих самых 90-х». Сценарий был написан на смеси мата и «мурмана», уголовного жаргона, которая характерна и для других произведений Нестеренко.
Выбор женского образа был связан с тем, что Нестеренко хотел «представить чистое зло» («Как сатану изображают? С сиськами. Вспомните Бафомета: на троне сидит сатана. Что у него? Козье лицо, женская грудь»). При аутентичности происходящих по сюжету событий, выдвижение женщины на первый план являлось в первую очередь художественным приёмом: «Это еще самая обычная, рядовая история. Но вот так, чтобы баба рулила, этого быть не могло: в первую очередь — мусора бы не дали».
Права на кинопостановку «Чужой» были проданы за 100000 долларов, что стало крупнейшей сценарной сделкой в отечественной киноистории. Премьера фильма «Чужая» состоялась в 2010 году, в фильме были заняты в основном малоизвестные молодые актёры.

## Сюжет
Основное действие происходит в 1993 году, на протяжении двух недель.
После одной из разборок молодой бандит Артур по прозвищу Бабай, работающий на криминального авторитета Рашпиля, попадает в тюрьму. Опасаясь, что тот может выдать других и в том числе его самого, Рашпиль посылает четверых своих людей за сестрой Бабая Анжелой по прозвищу Чужая — её присутствие должно обеспечить молчание Бабая.
Шустрый, Сопля, Гиря и руководитель группы Малыш приезжают в Прагу, где при помощи знакомого Рашпиля по прозвищу Карасик выходят на русских сутенёров, у которых должна была работать Чужая. Однако те продали её цыганам, также сутенёрам. Во время налёта на дом цыган Чужую удаётся отбить, однако Сопля получает ранение и остаётся в Праге, где впоследствии садится в тюрьму. Малыш делает Чужой поддельный паспорт (её паспорт сожгли цыгане). Затем они по отдельности добираются до Брно и собираются вместе в мотеле под Братиславой. В дороге Чужую сопровождает Шустрый, они становятся любовниками и Чужая подговаривает его вернуться на Украину вдвоём, без остальных. В мотеле Шустрый убивает Малыша и Гирю. Затем они с Чужой  перебираются через границу на фуре, убив её водителей.
Вернувшись в свой город, Чужая и Шустрый нападают на хранителя бандитского общака и забирают все деньги. Чужая предлагает Шустрому убрать Рашпиля, её главного врага, и уехать за границу. Через охранника Рашпиля она узнаёт, когда тот пойдёт на встречу с другими авторитетами. После встречи Шустрый убивает охранника и стреляет в Рашпиля, однако тот также успевает ранить Шустрого.
Проходит несколько лет. Сопля, вернувшись из чешской тюрьмы, узнаёт о случившемся и просит знакомого раздобыть ему пистолет. (Становится известно, что Чужая за эти годы занялась бизнесом и держит два ночных клуба и рестораны.) Вскоре Шустрый, который осуждён на 20 лет, встречается на зоне с Бабаем и они обсуждают, что от Чужой давно не приходили посылки.

## Художественные особенности
- Образ «четырёх пацанов, которые куда-то едут» был навеян фильмом «Бумер».
- По мнению Владимира Нестеренко, «Чужую» можно сравнить с романом «В августе 44-го» Владимира Богомолова — «там тоже история одной операции, герои, некоторые реальные, «мясные», некоторые плоские, как двери. Важно, что они делают нечто серьёзное, то, за что отвечают жизнью, и не когда-то потом, «по итогам», а прямо сейчас. Здесь и сейчас».
- Прозвище главной героини она сама объясняет тем, что «мы с Артуром без мамы-папы, чужие дети» (имеется в виду её брат). Однако сначала Малыш, а затем сам Артур (Бабай) говорят о том, что это прозвище связано с Чужим — персонажем фантастического фильма ужасов («Из фильма! Смотрел про космос?! Там дракон был, с кислотой вместо крови! Яйца в людей откладывал!»).
- Рашпиль как прозвище бандита встречается в детской юмористической повести Юрия Коваля «Приключения Васи Куролесова». По словам Нестеренко, это чистое совпадение — своему персонажу он дал такое имя «из-за характера и из-за шрамов на лице».

## Отзывы
- Кирилл Решетников[1]:

Одним из главных литературных событий уходящего 2006 года стал киносценарий “Чужая”, выпущенный издательством Ad Marginem и читающийся как самостоятельное произведение. Брутальный и стилистически безупречный текст, получивший подзаголовок road action, на самом деле представляет собой портрет 1990-х, точнее, одной из характерных ипостасей той эпохи. Криминальный страт постсоветского социума показан здесь изнутри, с использованием аутентичной бандитской фени и привлечением специфических реалий, известных не всякому специалисту.
- Лев Данилкин[7]:

Поначалу «Чужая» кажется романтической историей о мужском братстве и верности: один за всех, все за одного. Затем, однако, оказывается, что в этих «Трёх мушкетерах» главная героиня — Миледи. К финалу Чужая — эта «сука редчайшая, редкой масти тварь, мутная, голимая устрица» — не просто устраивает в городе ад, но взламывает изнутри саму систему персонажей, выводя из строя всех, кто встретился с ней взглядом. Её жертвы оказались просто колоритными бандитами, которым всё равно не суждено было пережить 90-е, а эта — абсолютное зло, гораздо радикальнее обывательских представлений о недопустимом; с такой Чужой никакие свои не нужны.
- Юлия Идлис[8]:

Текст “Чужой” — не столько свидетельство, сколько мифологизированное летописание этих самых 1990-х, которое притворяется свидетельством точно так же, как летопись притворяется объективным и достоверным документом эпохи. Притворство вообще характерно для этого текста: это повесть, притворяющаяся киносценарием, и литературно-кинематографический центон, притворяющийся наивным “зэковским” рассказом... “Чужая” — многоплановый текст, который на каждом уровне оказывается не тем, что ожидает от него читатель.